# Gâscă de Gambia
Gâsca de Gambia (Plectropterus gambensis) este o pasăre de apă de dimensiune mare din Africa subsahariană din familia Anatidae, care include gâștele și rațele. Cu toate acestea, P. gambensis a dezvoltat adaptări unice la mediu, care au dus la evoluția mai multor caracteristici anatomice care nu sunt comune cu alte anatide; astfel, specia a fost clasificată în propria subfamilie, Plectropterinae.

## Toxicitate
Unele populații de gâscă Plectropterus gambensis sunt toxice. Populațiile care au o dietă care include cantități semnificative de gândaci din familia Meloidae sunt otrăvitoare. Otrava, cantaridina, este reținută în țesutul păsării, rezultând otrăvirea celor care mănâncă gâsca gătită. O doză de 10 mg de cantaridină poate ucide un om.

## Galerie

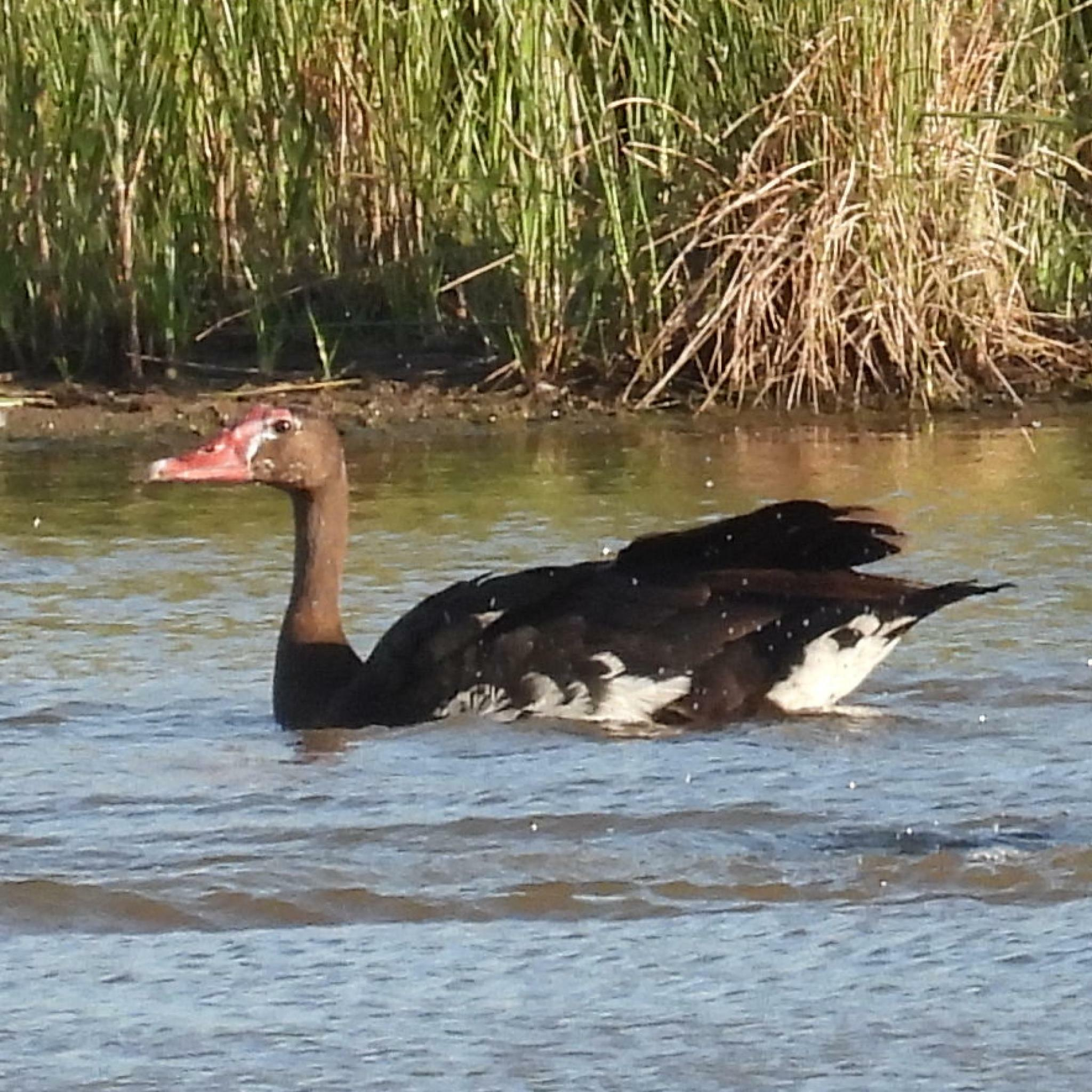
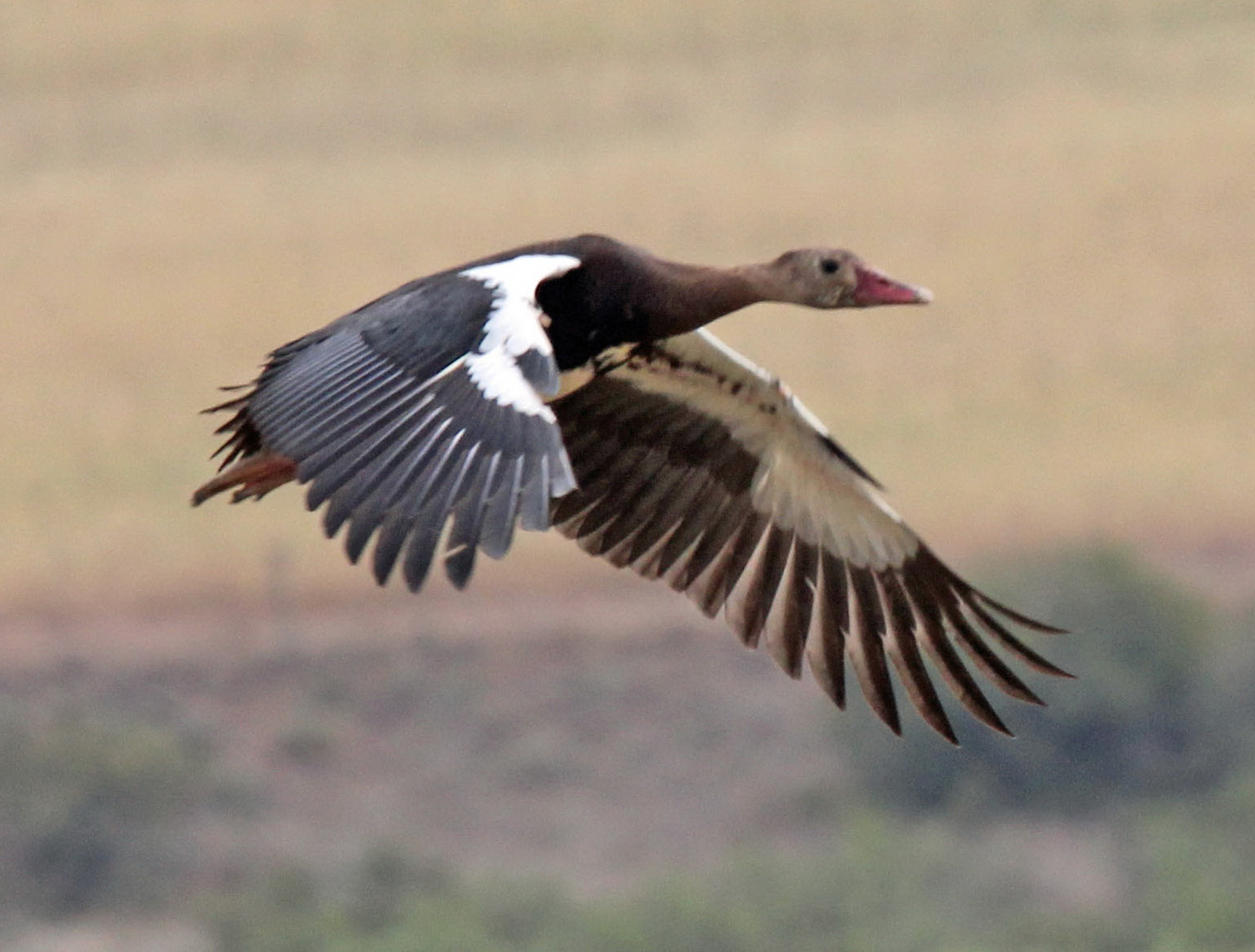
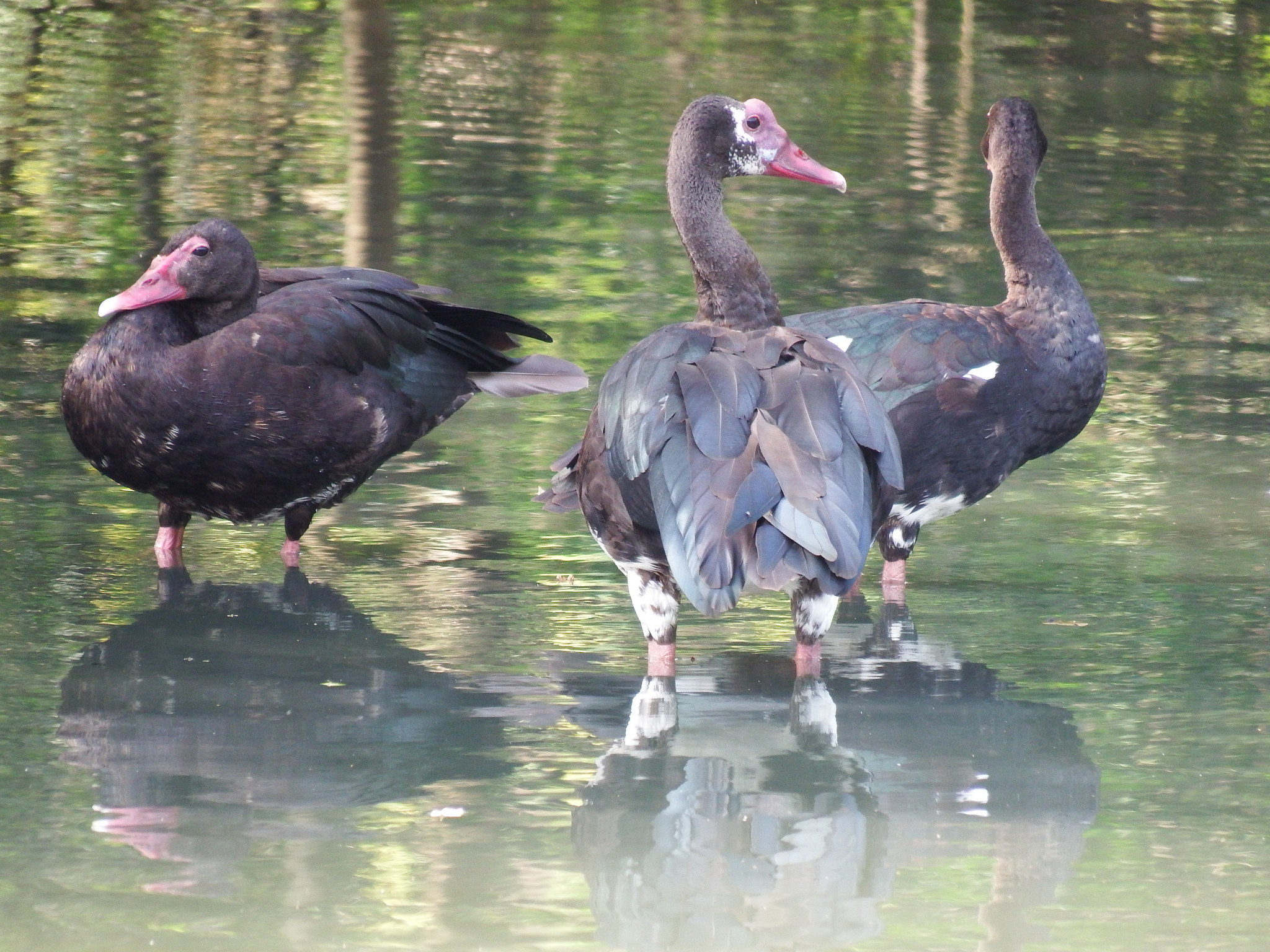
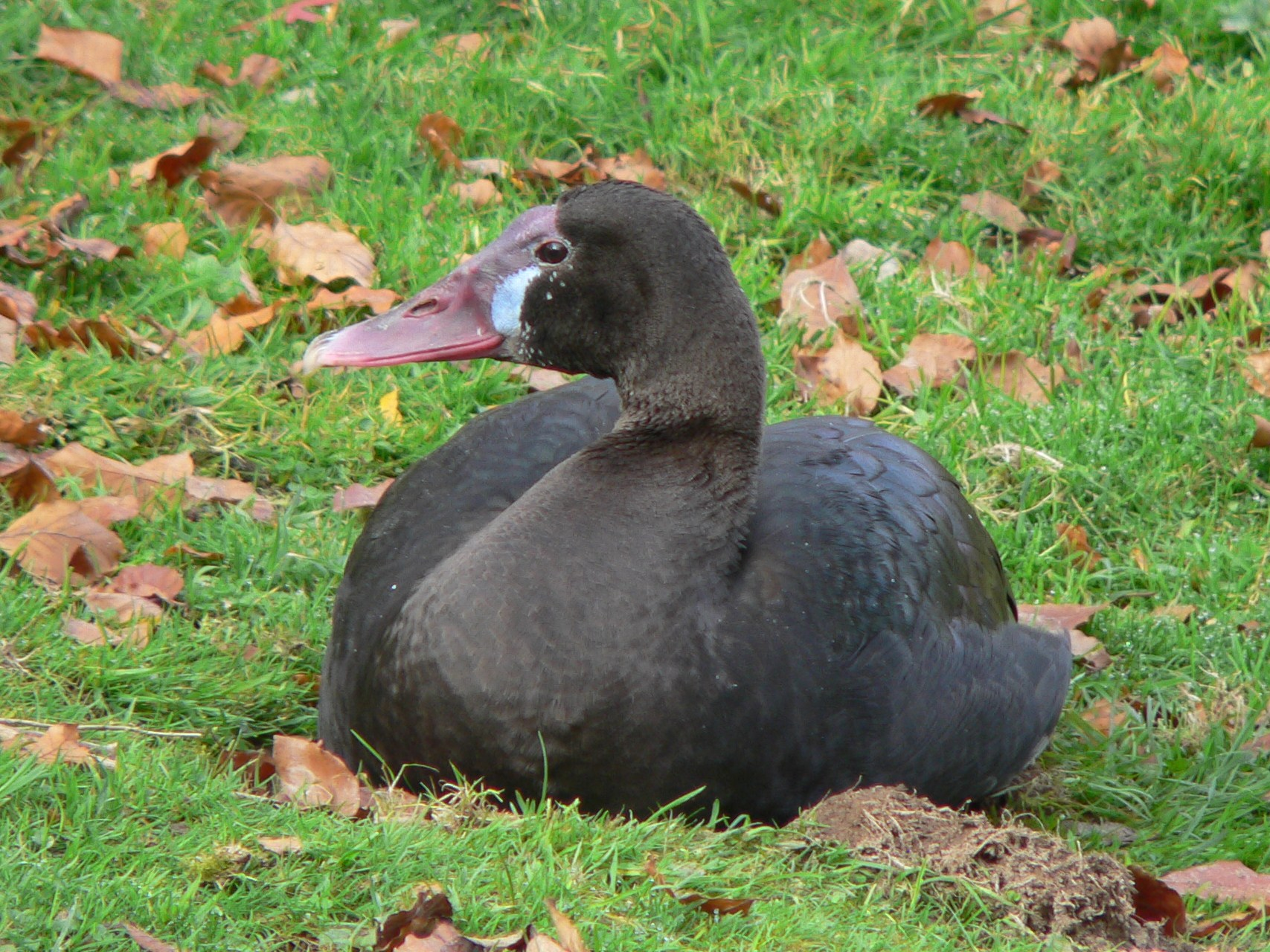